# Paracladopelma galaptera
Paracladopelma galaptera är en tvåvingeart som först beskrevs av Henry Keith Townes, Jr. 1945.  Paracladopelma galaptera ingår i släktet Paracladopelma och familjen fjädermyggor. Arten har ej påträffats i Sverige. Inga underarter finns listade i Catalogue of Life.